# Hubert Maga
Hubert Maga (ur. 10 sierpnia 1916 w Parakou, zm. 8 maja 2000 w Kotonu) – nauczyciel i polityk z Dahomeju. Premier (1959–1960) oraz pierwszy prezydent kraju po uzyskaniu niepodległości (1960–1963). W latach 1970–1972 przewodniczący Rady Prezydenckiej Dahomeju.

## Życiorys
Urodzony w 1916 roku, uczęszczał do L'École normale William-Ponty w Senegalu. Następnie pracował od 1935 jako nauczyciel w szkole powszechnej w Natitingoudo, której w 1945 został dyrektorem. W 1947 roku został wybrany do Rady Generalnej Dahomeju i założył partię polityczną Demokratycznego Zrzeszenia Dahomeju (fr. Rassemblement Democratique du Dahome). W 1951 został wybrany do francuskiego Zgromadzenia Narodowego, gdzie zasiadał do 1960. W latach 1957–1958 pełnił we francuskim rządzie funkcję sekretarza stanu ds. pracy.

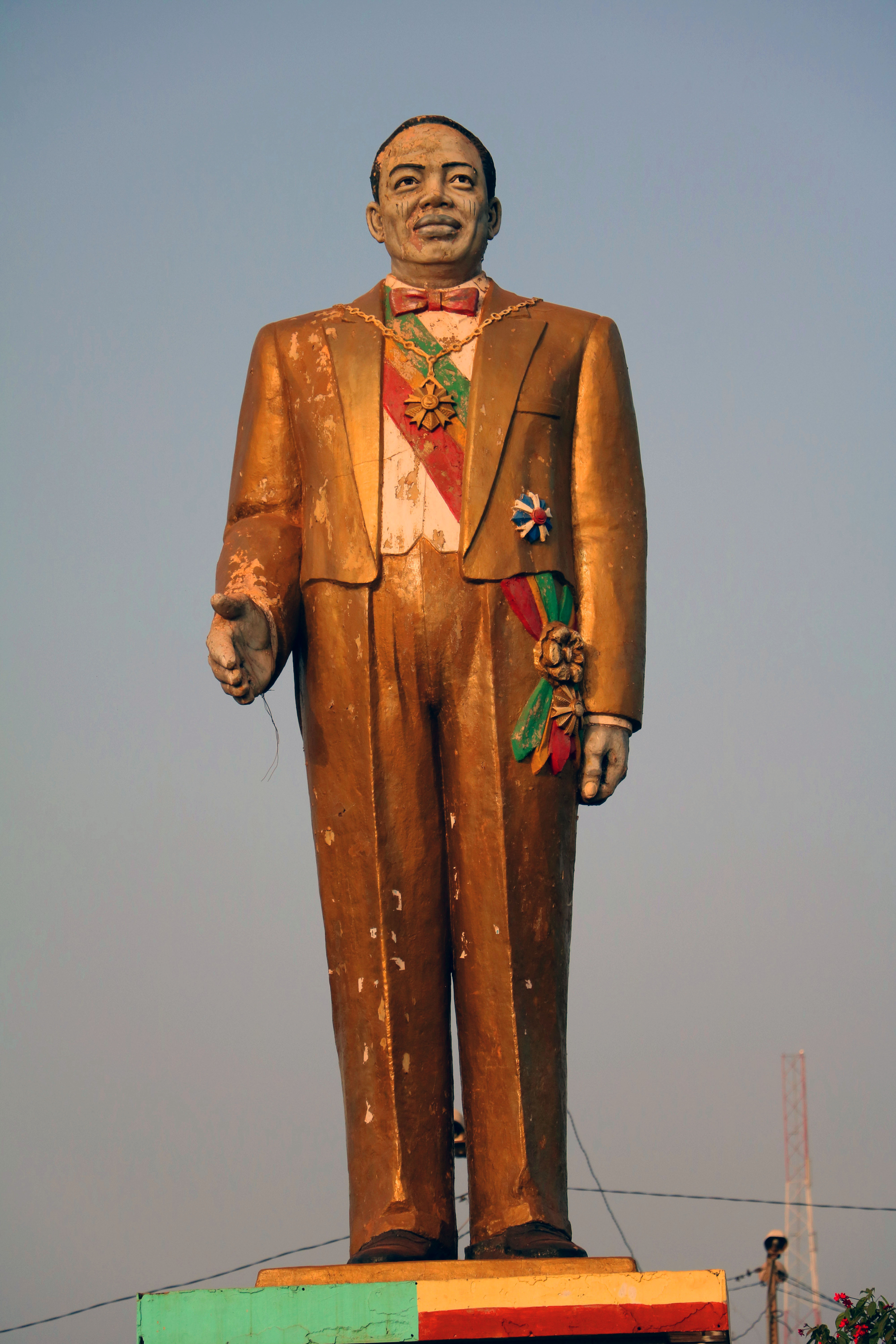
Pomnik Huberta Magi w Parakou

Gdy Dahomey uzyskał niepodległość od Francji 1 sierpnia 1960 roku, Madze powierzono funkcję prezydenta, a oficjalne zaprzysiężenie odbyło się 11 grudnia. Podczas kadencji Magi gospodarka kraju podupadła ze względu na ograniczenie inwestycji zagranicznych i wzrost bezrobocia. W maju 1961 miał miejsce nieudany zamach stanu przeprowadzony przez głównego lidera opozycji, Justina Ahomadegba-Tomitina. Po wybuchu protestów w 1963, szef sztabu generalnego armii Christophe Soglo, przejął kontrolę nad krajem w wojskowym zamachu stanu.
Wkrótce potem Maga został skazany za rzekomą korupcję i spiskowanie w celu zamordowania Soglo. Po uwolnieniu w 1965 roku, schronił się w Togo, a następnie w Paryżu. Po pięciu latach powrócił do Dahomeju, zostając szefem trzyosobowej rady prezydenckiej.
26 października 1972 roku, Mathieu Kerekou przejął władzę w kraju w wyniku kolejnego zamachu stanu. Maga wraz z pozostałymi członkami rady prezydenckiej był więziony do 1981. Po zwolnieniu, początkowo wycofał się z życia publicznego. W latach 90. rehabilitowany, został powołany na sędziego sądu konstytucyjnego i doradcę prezydenta Kerekou. Zmarł 8 maja 2000 roku.